# Селище рибгоспу «Піонер»
селище рибгоспу «Піонер» (рос. Путиловка) — присілок в Майнському районі Ульяновської області Російської Федерації.
Населення становить 73 особи. Входить до складу муніципального утворення Гімовське сільське поселення.

## Історія
Від 2004 року входить до складу муніципального утворення Гімовське сільське поселення.

## Населення
| 2010 |
| ---- |
| 73   |